# La leggenda di un amore - Cinderella
La leggenda di un amore - Cinderella (Ever After) è un film del 1998 rilettura della fiaba di Cenerentola e documentario immaginario della vera storia di Danielle De Barbarac, ovvero Cenerentola, diretto da Andy Tennant e interpretato da Drew Barrymore.

## Trama
Agli inizi del XIX secolo la regina di Francia racconta ai fratelli Grimm la vera storia di Cenerentola. Nel 1500, Danielle de Barbarac fino all'età di otto anni cresce con l'adorato padre Auguste, vedovo e ricco proprietario terriero che le ha trasmesso l'amore per la letteratura e la scherma. L'uomo si risposa con l'ambiziosa e avida Baronessa Rodmilla che ha già due figlie, la bella e arida Marguerite e la grassoccia e più buona Jacqueline, ma poco tempo dopo muore, colto da un malore improvviso.
Rodmilla priva Danielle del suo titolo e la mette a fare la serva nella sua stessa casa, e la ragazza sopporta la sua nuova condizione dal momento che la matrigna e le sorellastre sono l'unica famiglia che le è rimasta, anche se può comunque contare sull'affetto dei servi di casa Paulette, Louise e Maurice. Trascorrono dieci anni: la tenuta dei Barbarac è quasi in rovina a causa dei debiti che la Baronessa ha contratto per soddisfare i capricci suoi e di Marguerite. Un mattino un giovane uomo ruba il cavallo di Auguste: riconosciuto come il principe ereditario Henri, alle proteste di Danielle egli si scusa dicendo di voler fuggire dalla sua vita quotidiana e di non aver un altro cavallo a disposizione, e le passa del denaro per non farsi denunciare.
Più tardi Rodmilla, che già sostiene che qualcuno rubi le masserizie di casa, vende Maurice a un mercante di schiavi diretto in America, e per riscattarlo Danielle si traveste da nobildonna e si reca a palazzo reale con i soldi di Henri: qui incontra di nuovo il principe che, non riconoscendola e colpito dal carattere energico e generoso della ragazza, rilascia l'anziano domestico.
I due giovani cominciano a frequentarsi di nascosto e si innamorano, ma Danielle non rivela al principe la sua vera condizione sociale, presentandosi come contessa con il nome della sua defunta madre, Nicole De Lancret. Nel frattempo, la baronessa trama per sposare Marguerite a Henri, e guarda con sufficienza Jacqueline perché meno bella della sorella. Danielle non conta di poter sposare Henri, e unico beneficio che trarrebbe da questo matrimonio sarebbe l'allontanamento di Rodmilla e delle figlie dalla tenuta, che rimarrebbe a Danielle. Su questo non concorda Gustave, amico d'infanzia di Danielle e aspirante pittore, che la incoraggia invano a dichiararsi.
Il principe, già promesso all'infanta Isabella di Spagna, rifiuta l'idea di un matrimonio combinato e senza amore, per cui ottiene da suo padre Francis un'ultima chance: trovare lui stesso una moglie durante il prossimo ballo o rassegnarsi al matrimonio combinato. Henri invita subito Danielle, intenzionato a presentarla a tutti come sua futura sposa. Tuttavia, due giorni prima del ballo, la ragazza litiga furiosamente con Rodmilla che intende far indossare a Marguerite l'abito della madre di Danielle, e alle proteste della figliastra, la frusta e il giorno dopo la rinchiude in casa. Alla regina Marie, cui Henri ha parlato dell'innamorata, Rodmilla mente dicendo che Danielle è una sua cugina, ospite a casa sua, e che è prossima alle nozze con un fiammingo. A salvare la ragazza è il maestro Leonardo Da Vinci, ospite alla corte di Francia, che ha preso la fanciulla a ben volere, e che Gustave ammira molto. Danielle rivela a Da Vinci la sua vera identità e di non poter perciò partecipare al ballo ma l'uomo la dissuade: il vero amore supera anche le differenze sociali. Rinfrancata, la ragazza corre al ballo.
Giunta a destinazione, Danielle vorrebbe subito confessare tutta la verità ad Henry ma questi non le lascia il tempo di spiegarsi e, contento che lei non sia fidanzata, la presenta ai sovrani. Sfortunatamente, Rodmilla rivela pubblicamente l'identità della figliastra: deluso e adirato, Henri respinge Danielle che torna a casa in lacrime, con il dispiacere di Leonardo, Jacqueline e della regina, lasciandosi dietro una scarpetta. Sarà Leonardo Da Vinci a far capire al principe che l'appartenenza a ceti sociali diversi perde importanza di fronte all'amore vero: se Henri non riesce ad ascoltare il suo cuore al bisogno, non merita la corona.
Il giorno dopo, il principe va alle nozze con Isabella di Spagna, però si accorge che come lui la sua promessa non solo è riluttante a un matrimonio combinato ma ama anche già qualcun altro; immediatamente scioglie Isabella dall'obbligo e diserta la cerimonia, pronto a correre da Danielle. Fuori dalla chiesa, però, Jacqueline lo informa che Rodmilla ha venduto la figliastra a un creditore in cambio di tutte le masserizie. La baronessa infatti non aveva subìto furti, bensì lasciato i suoi beni come caparra al creditore Pierre Le Peu: dopo aver rinfacciato a Danielle di non averla amata mai (al contrario, di averla sempre trovata fastidiosa come "un sassolino nella scarpa"), spera ancora di maritare la primogenita a Henri; quindi, per fare bella figura con i reali e liberarsi di Danielle, ha effettuato l'ignobile scambio.
Nel frattempo Danielle, minacciando il suo aguzzino con una spada, riesce a ottenere la libertà: fuori dal castello, trova Henri che era accorso per liberarla. Il principe le chiede perdono e, restituendole la scarpetta, le chiede di sposarlo. Giorni dopo, Rodmilla e le figlie sono convocate a palazzo: la baronessa crede di avere finalmente raggiunto il proprio scopo, invece viene posta di fronte alle sue bugie per le quali il re vorrebbe deportarla nelle Americhe. Danielle, ora principessa dopo aver sposato Henri, entra improvvisamente in sala e Rodmilla, incredula, è costretta a inchinarsi a lei. La ragazza intercede per la sua matrigna, ma chiede anche che a lei e a Marguerite sia usata la medesima "cortesia" che loro le hanno riservato per anni: Rodmilla e la sua primogenita vengono dunque private del loro titolo e messe a fare le serve al palazzo reale; Jacqueline, invece, da solidale con la sorellastra e ormai esasperata da madre e sorella, vivrà accanto a lei, al capitano delle guardie Laurent con il quale si fidanza, e agli affezionati Paulette, Louise e Maurice, ora non più servi; Gustave diventa apprendista di Leonardo da Vinci.
La storia si conclude di nuovo nel XIX secolo, con la regina che svela ai Grimm di essere una discendente di Henry e Danielle e di aver raccontato la loro storia d'amore per riscattarla dalla semplice condizione di favola.

## La trama romanzata e la realtà dell'epoca

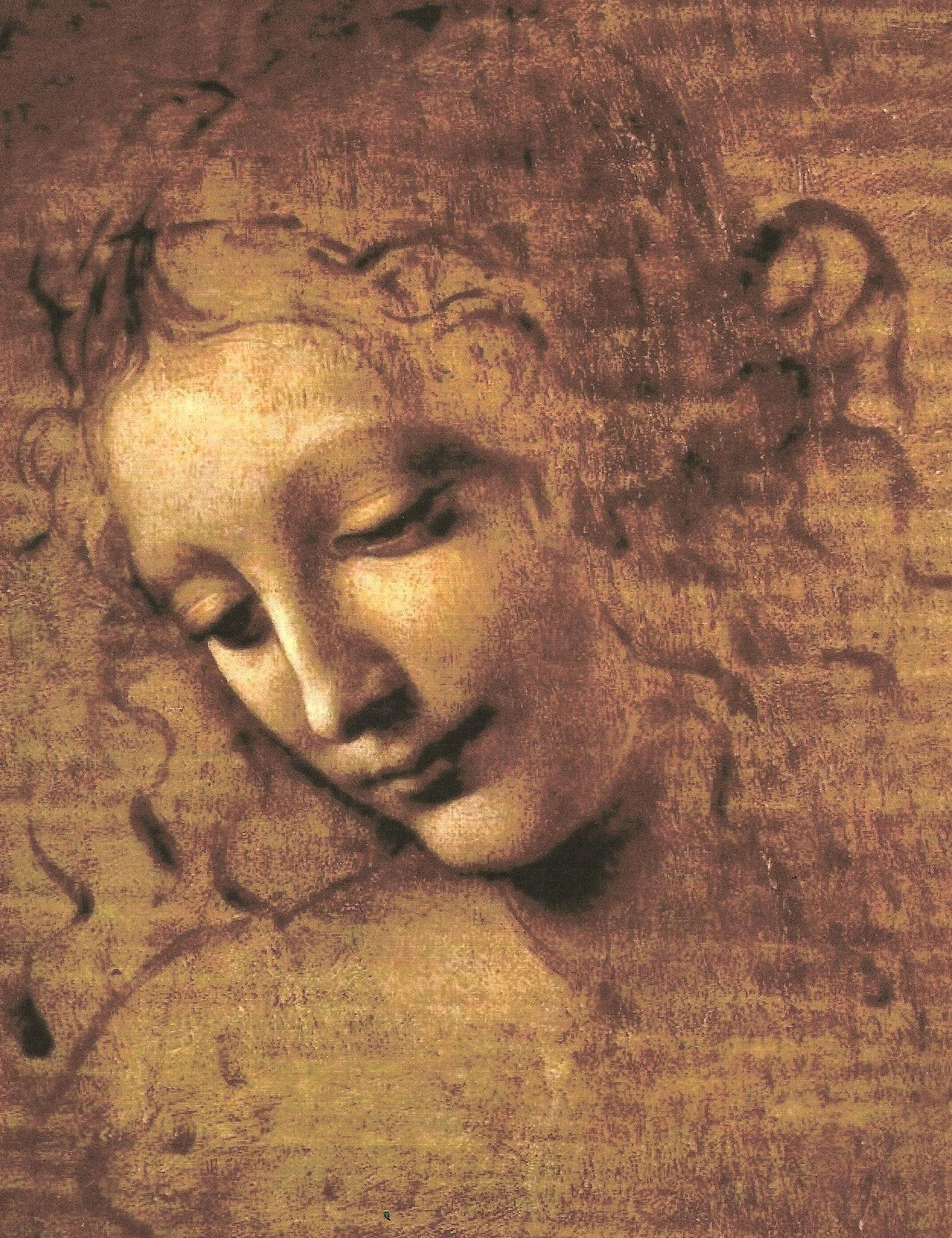
Il ritratto che compare nel film

Anche se nel film la storia di Cenerentola viene raccontata come se fosse vera, collocandola in un luogo e in un tempo specifico, il contesto storico reale è comunque modificato a uso della sceneggiatura.
La presenza di Leonardo da Vinci in Francia daterebbe la vicenda tra il 1517, anno del suo arrivo in Francia, e il 1519, anno della sua morte; alla fine del film l'uomo dipinge un ritratto di Danielle, Testa di donna, che invece si fa risalire al 1508. A quell'epoca regnava Francesco I di Francia, corrispondente al Re Francis (o François) del film. L'erede di Francesco I si chiamava effettivamente Enrico, noto come Re Enrico II di Francia, proprio come il Principe Henry del film. La Regina consorte storica, moglie di Francesco e madre di Enrico, si chiamava Claudia di Francia, a differenza di quella del film a cui è stato dato il nome di Marie (Maria).
La storia d'amore al centro della sceneggiatura è del tutto romanzata: risulta infatti che il vero Enrico abbia avuto come primo e unico matrimonio quello con Caterina de' Medici, figlia di Lorenzo de' Medici duca di Urbino (Lorenzo II de' Medici).
Infine la stessa presenza di Leonardo con Henry/Enrico adulto, risulta non fedele alla realtà storica. Alla morte di Leonardo infatti, il vero Enrico aveva poco più di un mese.

## Riconoscimenti
- 1999 - Saturn Award
  - Miglior attrice (Drew Barrymore)
  - Migliori costumi